# Il tesoro dei Sequoia
Il tesoro dei Sequoia (The Big Trees) è un film del 1952 diretto da Felix E. Feist.
È un film statunitense con Kirk Douglas, Eve Miller e Patrice Wymore.

## Produzione
Il film, diretto da Felix E. Feist su una sceneggiatura di John Twist e James R. Webb con il soggetto di Kenneth Earl, fu prodotto da Louis F. Edelman per la Warner Bros. Pictures e girato a Redwood Groves, Eureka e Orick in California dal 15 giugno all'agosto del 1951. Fu l'ultimo film di Kirk Douglas per la Warner Brothers, da lui interpretato senza compenso per liberarsi dal suo contratto a lungo termine.

## Distribuzione
Il film fu distribuito con il titolo The Big Trees negli Stati Uniti dal 5 febbraio 1952 al cinema dalla Warner Bros.
Alcune delle uscite internazionali sono state:
- in Finlandia il 15 agosto 1952 (Suurten metsien miehet)
- in Austria nel 1955 (Für eine Handvoll Geld)
- in Germania Ovest il 24 giugno 1960 (Für eine Handvoll Geld)
- in Austria nel novembre del 1960 (riedizione)
- in Danimarca (Big Trees)
- in Cile (El bosque en llamas)
- in Brasile (Floresta Maldita)
- in Spagna (La ley de la fuerza)
- in Ungheria (Nagy fák)
- in Portogallo (Os Gigantes da Floresta)
- in Italia (Il tesoro dei Sequoia)

## Remake
Il tesoro dei Sequoia è il remake di altri tre lungometraggi:
- The Valley of the Giants del 1919
- The Valley of the Giants del 1927
- La valle dei giganti (Valley of the Giants) del 1938 (di cui riutilizza alcune sequenze)[8]